# Charles Romley Alder Wright
Pour les articles homonymes, voir Wright.
Charles Romley Alder Wright (né le 7 septembre 1844 à Southend-on-Sea et mort le 25 juin 1894) est un physicien anglais.

## Biographie
Durant sa carrière, il est notamment professeur de chimie et de physique à l'école médicale du St Mary's Hospital de Londres.
Alder Wright développe des centaines de nouveaux composés opiacés et est la première personne à synthétiser la diamorphine (héroïne) en 1874. Il a également découvert l'antimoniure d'aluminium.
En plus des articles de recherche sur une grande variété de sujets, Wright publie plusieurs livres dont un de vulgarisation pour les jeunes lecteurs : The Threshold of Science: a Variety of Simple and Amusing Experiments.
Il est l'un des fondateurs du Royal Institute of Chemistry.